# Sematophyllum fragilirostrum
Sematophyllum fragilirostrum là một loài rêu trong họ Sematophyllaceae. Loài này được (Hampe) Mitt. mô tả khoa học đầu tiên năm 1869.